# Firmin
Firmin. Aventuras de una alimaña urbana (Firmin. Adventures of a Metropolitan Lowlife, 2006) es una novela de humor estadounidense escrita por Sam Savage. El protagonista, y a la vez narrador de la historia es Firmin, una rata bibliófaga y erudita con problemas en su anhelada relación con los humanos. En 2007  fue editada en español por Seix Barral, quien compró, asimismo, los derechos mundiales de traducción.

## Argumento
Libros Pembroke es una vieja librería situada en un barrio de Boston afectado por un plan urbanístico que amenaza con echarlo todo abajo. Una noche, entra en el sótano una rata empujada por la urgencia de un inminente parto, y en un rincón entre libros nacen trece nuevos roedores, entre ellos Firmin.
Firmin es el más pequeño de la lechigada y debe hacer esfuerzos especiales para salir adelante ante tanta competencia. No es afín a sus hermanos y sus inquietudes vitales son diferentes. (Royendo libros se da cuenta de que adquiere conocimientos y sensaciones del interior de ellos: con el tiempo aprenderá a no tener que destrozarlos para conseguir el mismo propósito). Se interna por ocultas rendijas del viejo edificio y hace incursiones por el interior en el descubrimiento de nuevos ámbitos. Así transcurre su «infancia», hasta que un día su madre se ausenta definitivamente. Pese a la marcha de todos sus hermanos, Firmin decide quedarse allí a vivir... y a leer.
Desde el primer momento en que ve a Norman, el propietario de la librería, la rata sigue con curiosidad todos sus movimientos, observando su rutina y aprendiendo sus costumbres. Incluso participa en alguna de ellas, como en la lectura matutina del Globe. Cree llegar a conocerlo bien y lo considera su amigo.
Más adelante se encontrará con Jerry, un escritor de ciencia ficción que malvive gracias a una mísera paga de invalidez. Este humano será con quien tenga un trato más cercano, aunque ineficaz para una satisfactoria comprensión mutua. La incapacidad para comunicar todo lo que bulle en su interior es la mayor desgracia de Firmin: una desdichada rata marcada por su propio Destino.

## Personajes
- Firmin. Narrador y protagonista de la historia, es una rata solitaria que vive en una librería, en cuyo sótano nació. Aunque un poco más «canijo» de lo normal, físicamente es igual a todos los de su misma especie (rata noruega), però posee una cualidad que lo hace excepcional: aprende a leer y comprende todo lo que lee. Es bastante imaginativo y vive con interés cualquier narración. Su extraordinaria facilidad para la lectura rápida y el inmenso número de libros a su alcance le hacen adquirir prontamente una gran erudición. También le gusta leer el periódico: con Norman al principio y después con Jerry. Escucha con placer música de jazz e interpreta piezas en un pequeño piano de juguete, aunque canta muy mal. Es un gran aficionado al cine y tanto se deleita viendo una película de Fred Astaire, sus favoritas, como una pornográfica. Le gustan el vino y el café.

- Norman Shine. Propietario de Libros Pembroke, una vieja librería donde nace y vive, algún tiempo, Firmin. Experto librero y vendedor, Norman se encuentra en ese momento preocupado por el devenir de su negocio, a punto de ser desahuciado todo el edificio, como el barrio entero. Es el primer humano que conoce Firmin, quien llegará a sentir por él una auténtica amistad platónica.

- Jerry Magoon. Estrafalario, bohemio y bebedor, vive en el mismo edificio de la librería. Lleva unas tarjetas donde puede leerse: E.J. Magoon «El hombre más listo del mundo» Extraordinario Artista Extraterrestre. Ha escrito un libro de ciencia ficción titulado El nido, cuyo argumento trata de unos alienígenas que deciden contactar con la especie dominante de la Tierra, pero, por desconocimiento, se creen que son las ratas. Durante la Segunda Guerra Mundial sufrió el ataque de una mula en Texas que le dejó afectada la visión de un ojo, dolores de cabeza recurrentes y un «pequeño cheque mensual» del cual malvive, pues la venta de su obra es escasa, cuando no inexistente. Un día recoge a Firmin cuando lo enciuentra en problemas y lo traslada a su casa para cuidarlo. Habla de Firmin como de una rata «civilizada» y juntos leen el periódico y escuchan música y beben. A veces, Firmin toca el piano y canta para su amigo.

## Éxito editorial
Sam Savage publica Firmin en mayo de 2006, en la editorial independiente Coffee House Press de Mineápolis, en Minnesota.
En octubre de 2007, Seix Barral publica, dentro de su colección Formentor, la traducción al español de Ramón Buenaventura, con ilustraciones de Fernando Krahn. La misma editorial adquiere también los derechos de traducción para todo el mundo.